# Phreatodessus
Phreatodessus är ett släkte av skalbaggar. Phreatodessus ingår i familjen dykare.
Kladogram enligt Catalogue of Life:
| Phreatodessus | \| \| Phreatodessus hades \| \| \| \| \| \| Phreatodessus pluto \| \| \| \| |
|               | \| \| Phreatodessus hades \| \| \| \| \| \| Phreatodessus pluto \| \| \| \| |
|               | Phreatodessus hades                                                         |
|               |                                                                             |
|               | Phreatodessus pluto                                                         |
|               |                                                                             |